# SS-Begleitkommando des Führers
SS-Begleitkommando des Führers (pol. Oddział Eskorty Wodza) – uformowany 29 kwietnia 1932 ośmioosobowy oddział militarnej ochrony Adolfa Hitlera, eskortujący go poza granicami Bawarii. Jego członkami byli wybrani przez Hitlera SS-mani; Franz Schädle, Bruno Gesche, Erich Kempka, August Körber, Adolf Dirr, Kurt Gildisch, Willy Herzberger i Bodo Gelzenleuchter. W 1934 jego funkcję przejął (niem. Führerschutzkommando) – protoplasta Reichssicherheitsdienst.